# Initiative populaire « Services postaux pour tous »
L'initiative populaire  « Services postaux pour tous » est une initiative populaire suisse, rejetée par le peuple et les cantons le 26 septembre 2004.

## Contenu
L'initiative propose de modifier l'article 92 de la Constitution fédérale pour garantir « un service postal universel répondant aux besoins et aux attentes de la population et de l'économie » via un réseau d'offices de postes couvrant le pays et dont les coûts sont absorbés par la Confédération.
Le texte complet de l'initiative peut être consulté sur le site de la Chancellerie fédérale.

## Déroulement

### Contexte historique
Le 1er janvier 1998, la nouvelle loi sur la Poste entre en vigueur. Cette loi entérine « une réforme de grande ampleur » mise en chantier dès 1996 par le Conseil fédéral et visant à libéraliser progressivement le marché postal suisse, tout en garantissant le mandat de service public de La Poste ; elle sépare les services réservés à La Poste (principalement le trafic des lettres) des services dits libres que La Poste peut assurer en concurrence avec d'éventuels opérateurs privés.
Depuis l'entrée en vigueur de cette nouvelle loi, de nombreuses interventions parlementaires sont lancées sur ce sujet soit pour soutenir le service public assuré par La Poste, soit, à l'inverse, pour accélérer la libéralisation du marché postal soit encore pour demander la transformation de la loi sur la poste en une « loi sur le marché postal ». Devant ces demandes, le Conseil fédéral publie le 22 mai 2002 un rapport dans lequel il a présenté les axes de développement du secteur postal suisse pour les années suivantes, en particulier devant l'avancée des nouvelles technologies et la poursuite de la libéralisation du marché des pays de l'Union européenne.
C'est la publication de ce rapport qui pousse plusieurs groupes menés par le syndicat de la communication à lancer cette initiative afin de mettre « un terme au démantèlement du réseau d’offices de poste », les initiants qualifiant cette proposition de « garantie contre une éventuelle décision du Parlement compromettant l’avenir de l'entreprise » de La Poste Suisse.

### Récolte des signatures et dépôt de l'initiative
La récolte des 100 000 signatures nécessaires a débuté le 28 août 2001. Le 26 avril de l'année suivante, l'initiative a été déposée à la chancellerie fédérale qui l'a déclarée valide le 10 juin.

### Discussions et recommandations des autorités
Le parlement et par le Conseil fédéral ont recommandé le rejet de cette initiative. Dans son messages aux Chambres fédérales, le gouvernement relève que « les
principales revendications de l’initiative sont d’ores et déjà prises en compte », en particulier à la suite de la modification de la loi sur la Poste de 2003.
Les recommandations de vote des partis politiques sont les suivantes : 
| Parti politique              | Recommandation |
| ---------------------------- | -------------- |
| Démocrates suisses           | oui            |
| Lega dei Ticinesi            | oui            |
| Parti chrétien-conservateur  | oui            |
| Parti chrétien-social        | oui            |
| Parti démocrate-chrétien     | non            |
| Parti évangélique            | oui            |
| Parti libéral                | non            |
| Parti de la liberté          | non            |
| Parti radical-démocratique   | non            |
| Parti socialiste             | oui            |
| Parti suisse du travail      | oui            |
| Union démocratique du centre | non            |
| Union démocratique fédérale  | non            |
| Les Verts                    | oui            |

### Votation
Soumise à la votation le 26 septembre 2004, l'initiative est refusée par 11 5/2 cantons et par 50,2 % des suffrages exprimés. Le tableau ci-dessous détaille les résultats par cantons :